# Жаркова, Наталия Сергеевна
Ната́лия Серге́евна Жарко́ва (24 января 1989, Харьков, УССР) — чемпионка Европы по фридайвингу 2017, чемпионка мира по
фридайвингу 2018. Четырёхкратная рекордсменка мира и Европы по фридайвингу. Многократная рекордсменка Украины по фридайвингу. Вице-чемпионка мира по фридайвингу 2013. Первая украинка и вторая женщина в мире, пронырнувшая арку в подводной, вертикальной пещере «Голубая Дыра» (г.Дахаб в Египте) на одном вдохе.
Наталия начала заниматься плаванием в семь лет. После окончания карьеры пловца, в 2008 году Наталия увлекается фридайвингом.

## Спортивные достижения
2009 год. Первый чемпионат мира по фридайвингу для Наталии. Орхус (Дания), 3 национальных рекорда.
2010 год. Соревнования в Украине, России и Латвии.
2011 год. Первые соревнования по глубине: AIDA International World Championship (Каламата, Греция). 6-е место в дисциплине CNF (постоянный вес без ласт), 3 национальныx рекорда Украины. (AIDA WC-2011 - FIM - Nataliia Zharkova на YouTube)
2012 год. Командный чемпионат мира по фридайвингу. Ницца (Франция). Состав команды Украины: Наталия Жаркова, Александр Бубенчиков, Валентин Кузнецов. В мужском рейтинге команда заняла 14-е место среди 30 соперников. По результатам выступления, Наталия заняла 5-е место в мировом рейтинге.

2013 год. AIDA International World Championship (Каламата, Греция). Наталия Жаркова завоевала медали во всех трёх дисциплинах:

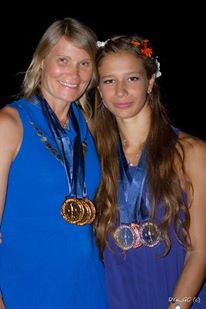
Наталья Молчанова и Наталия Жаркова. Каламата, Греция 2013.

- Серебро — постоянный вес без ласт с результатом 60 метров
- Серебро — свободное погружение с результатом 78 метров
- Бронза — постоянный вес в ластах с результатом 85 метров

2013, 2015 год. Финалист чемпионата Мира по нырянию в бассейне AIDA Pool World Championship (Белград, Сербия).
2015 год. AIDA International Depth World Championship (Лимассол, Республика Кипр):
- Бронза — свободное погружение, 70м
- Бронза — ныряние в глубину в моноласте, 82м

27 октября 2016 года Наталия Жаркова стала первой украинкой и второй женщиной в мире, (после Натальи Молчановой) пронырнувшей арку в подводной, вертикальной пещере «Голубая дыра» на одном вдохе. Глубина погружения составила 56 метров и около 30 метров спортсменка преодолела по горизонтали.

В 2017 году на чемпионате Европы (Каш,Турция) Наталия завоевала две золотые медали, установив два мировых рекорда (по версии CMAS), и одну бронзовую. Все погружения на чемпионате снимались на подводный дрон Dive Eye. 

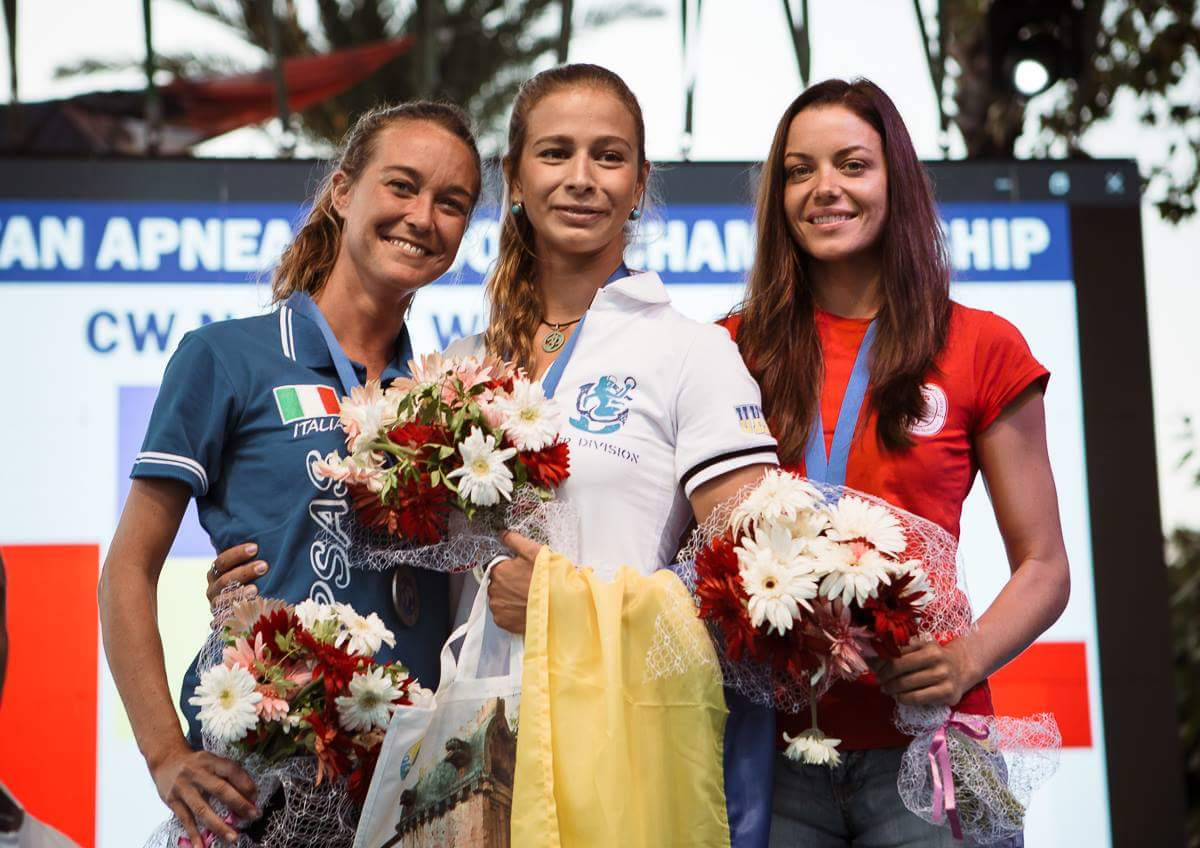
На пьедестале: Алессия Цеччини (Италия), Наталия Жаркова (Украина), Мирела Кардашевич (Хорватия). Каш,Турция, 2017.

- Ныряние в глубину в ластах (85 метров, время — 2.51 мин.) — золото — мировой рекорд (видео погружения на YouTube)
- Постоянный вес без ласт (65 метров, время — 2.41 мин.) — золото — мировой рекорд (видео погружения на YouTube)
- Ныряние в глубину в моноласте (85 метров) — бронза

2018 год. Чемпионат мира (Каш,Турция): две золотые медали, два мировых рекорда (по версии CMAS):
- Ныряние в глубину в ластах (89 метров) — золото — мировой рекорд (видео погружения на YouTube)

- Постоянный вес без ласт (70 метров) — золото — мировой рекорд (видео погружения на YouTube)

#### Личные рекорды
- Динамика в ластах (Dynamic With Fins, DYN) — 172 метра
- Динамика без ласт (Dynamic Without Fins, DNF) — 132 метра
- Постоянный вес (Constant Weight, CWT) — 97 метров
- Свободное погружение (Free Immersion, FIM) — 85 метров NR Ukraine
- Статическое апноэ (Static Apnea, STA) — 6 минут 02 секунды
- Постоянный вес в ластах (Constant Weight, CWT, Bi-Fins) — 85 метров WR CMAS на 2017 год.
- Постоянный вес без ласт (Constant Weight Without Fins, CNF) — 65 метров WR CMAS на 2017 год.
- Постоянный вес в ластах (Constant Weight, CWT, Bi-Fins) — 89 метров WR CMAS на 2018 год.
- Постоянный вес без ласт (Constant Weight Without Fins, CNF) — 70 метров WR CMAS на 2018 год.

## Образование
В 2012 году закончила Харьковский национальный университет строительства и архитектуры по специальности «Архитектура зданий и сооружений», получив степень бакалавра.
Темы дипломов:
«Джентрификация огневой башни для комплекса фридайвинга в парке Аугартен, Вена, Австрия»(бакалавр).
«Спортивно-туристический комплекс подводных и парусных видов спорта на побережье Дахаба, Египет»(специалист). Научный руководитель — профессор, Буряк Александр Петрович.

## Деятельность в настоящее время
MasterInstructor (AIDA International), Instructor (Emergency First Response-EFR). Председатель комитета по фридайвингу ФПСПДУ, член международной комиссии по фридайвингу CMAS. Автор тренировочных программ, тренер в школе фридайвинга Deep Division (Харьков, Украина).